# Righteous Love
Righteous Love é o terceiro álbum de estúdio da cantora Joan Osborne, lançado no dia 12 de setembro de 2000.
Cinco anos depois de incitar a ira de alguns religiosos conservadores cantando "One of Us", Joan reapareceu no cenário musical com outro álbum, porém mais dançante e polido musicalmente que o seu antecessor Relish.
Numa parceria com o produtor Mitchell Froom e sua equipe (conhecido por trabalhos já produzidos anteriormente com o grupo Los Lobos, Sheryl Crow e Suzanne Vega), as músicas de Joan ganharam uma consistência revigorada que possibilitaram a criação de um álbum bastante atraente e voltado para um público mais jovem, procurando trabalhar com temas que fazem parte do dia-a-dia das pessoas ("Safety in Numbers", por exemplo, que explora a preocupação do mundo atual com a quantidade em vez da qualidade etc).
"Righteous Love" estreou na posição #90 da Billboard e caiu rapidamente, na semana seguinte, para a posição #128. Apesar disso as vendas pela internet estrearam numa posição confortante: #9 na primeira semana (segundo a loja virtual Amazon) e #18 na semana seguinte.
Além de excursionar pelas principais cidades dos Estados Unidos, Joan levou a turnê Righteous Love somente até o Japão e apresentou-se em diversos programas de televisão tanto na Europa quanto nos EUA, como o The Queen Latifah Show, Rosie O'Donnell Show, The Tonight Show with Jay Leno, Austin City Limits e David Letterman Show.
A música "Righteous Love", que deu nome ao título do álbum, foi tema de Sarah Jessica Parker na popular comédia Sex and the City, produzida pela emissora estadunidense HBO e liberada meses antes do álbum oficial, na trilha sonora oficial da quarta temporada. Em grande parte o sucesso da série foi responsável pela escolha do título do álbum.
O repertório traz ainda duas regravações: "Love is Alive", do cantor estadunidense Gary Wright (em seu álbum Dream Weaver de 1975), e "Make You Feel My Love", composta por Bob Dylan, pertencente à safra de suas mais recentes composições (do álbum Time Out of Mind de 1997).
A faixa "Love is Alive" também foi o tema principal da atriz Liv Tyler no filme One Night at McCool's (2001), com Michael Douglas e Matt Dillon. Para a produção do videoclipe foram utilizados alguns cenários do filme como a casa de Randy (Matt Dillon) em cenas computadorizadas, que simbolizavam as neves fictícias do globo de vidro que Jewel (Liv Tyler) quebrava.
"Baby Love", o primeiro single do álbum, estreou quase um ano antes na trilha sonora oficial do filme For Love of the Game (1999), como tema do casal interpretado por Kevin Costner e Kelly Preston. Durante as gravações de Righteous Love, um videoclipe foi lançado e exibido pela MTV sem grande repercussão.
| Críticas profissionais                                                      | Críticas profissionais |
| Avaliações da crítica                                                       | Avaliações da crítica  |
| Fonte                                                                       | Avaliação              |
| --------------------------------------------------------------------------- | ---------------------- |
| allmusic                                                                    | [ 1 ]                  |
| Q                                                                           | [ 2 ]                  |
| Rolling Stone                                                               | [ 3 ]                  |
| Esta tabela precisa de ser acompanhada por texto em prosa. Consulte o guia. |                        |

## Faixas
| #   | Título                       | Compositores                                                       | Duração |
| --- | ---------------------------- | ------------------------------------------------------------------ | ------- |
| 1.  | "Running Out Of Time"        | Joan Osborne, Louie Perez                                          | 4:45    |
| 2.  | "Righteous Love"             | Joan Osborne, Joseph Arthur                                        | 4:15    |
| 3.  | "Safety in Numbers"          | Joan Osborne, Erik Della Penna                                     | 4:28    |
| 4.  | "Love is Alive"              | Gary Wright                                                        | 3:26    |
| 5.  | "Angel Face"                 | Joan Osborne, Louie Perez, Andreas Uetz, Joseph Arthur             | 3:35    |
| 6.  | "Grand Illusion"             | Joan Osborne, Rainy Orteca, Erik Della Penna, Jack Petruzzelli     | 4:02    |
| 7.  | "If I Was Your Man"          | Joan Osborne, Rick Chertoff, Rob Hyman, Joseph Arthur, Louie Perez | 4:58    |
| 8.  | "Baby Love"                  | Joan Osborne, Jack Petruzzelli, Erik Della Penna, Rainy Orteca     | 4:17    |
| 9.  | "Hurricane"                  | Joan Osborne, Jack Petruzzelli, Erik Della Penna, Mike Mangini     | 4:16    |
| 10. | "Poison Apples (Hallelujah)" | Joan Osborne, Rob Hyman, Rick Chertoff                             | 4:18    |
| 11. | "Make You Feel My Love"      | Bob Dylan                                                          | 4:02    |

## Equipe
- Joan Osborne – vocais;
- Pete Thomas – bateria, percussão;
- Davey Faragher – baixo;
- Val McCallum - guitarra;
- Mitchell Froom - teclados;
- Steve Berlin - saxofone.

## Músicos
- Joan Osborne - vocais, órgão de boca;
- Joseph Arthur  - guitarra acústica;
- Val McCallum - guitarra;
- Erik Della Penna - guitarra, vocais de apoio;
- David Immergluck - guitarra baritone e pedal de aço;
- Aaron Comess - bateria, guitarra (baixo) em Baby Love;
- Erik Lawrence - saxofone baritone;
- Steve Berlin - saxofone;
- Mitchell Froom - teclados;
- Davey Faragher - baixo, vocais de apoio;
- Pete Thomas - bateria, percussão;
- Carla Azar - bateria;
- Suzie Katayama - cordas;
- Joel Derouin - cordas;
- Charlie Bisharat - cordas;
- Michele Richards - cordas;
- Matthew Funes - cordas;
- Larry Corbett - cordas.

## Desempenho nas paradas musicais
| Ano  | Parada musical    | Posição |
| ---- | ----------------- | ------- |
| 2000 | Billboard Hot 100 | 90      |

| Ano  | Música          | Parada musical             | Posição |
| ---- | --------------- | -------------------------- | ------- |
| 1999 | "Baby Love"     | Alternative Songs          | 75      |
| 2001 | "Love is Alive" | Hot Mainstream Rock Tracks | 88      |